# Vierge à la poire
La Vierge à la poire (en italien, Vergine della Pera) est une peinture à l'huile sur bois (43 × 31 cm) de l'artiste allemand Albrecht Dürer, signée et datée de 1526 (en haut à droite), conservée au musée des Offices à Florence. 

## Histoire
Cette œuvre est la dernière Vierge à avoir été peinte par l'artiste et l'une de ses dernières œuvres. Elle a été peinte à Nuremberg, alors que la Réforme protestante était déjà introduite depuis un an déjà, à l'occasion de laquelle le culte des images de la Vierge et des saints avait été durement touché. 
L'artiste s'est probablement inspiré d'un dessin préparatoire d'une Sainte Barbara peinte au retour de son voyage aux Pays-Bas pour un maître-autel jamais construit. 
À Florence, l’œuvre est documentée à partir du XVIIe siècle, alors qu’elle se trouvait dans la Guardaroba Medicea. Un siècle plus tard, elle était au Palais Pitti, puis à la Villa médicéenne de Poggio a Caiano et seulement en 1773 à la Galerie des Offices. 

## Description et style
Sur un fond sombre, la Vierge, sans le voile, son attribut traditionnel, tient l'Enfant Jésus dans ses bras, celui-ci tient une petite marguerite, symbole du mariage mystique avec la mère, et donc de Jésus avec l'Église, qui a été identifiée à Marie. L'Enfant Jésus regarde, d'un regard pensif, la  poire que sa mère tient, une des représentations du fruit défendu et donc de sa rédemption du monde. La composition est compacte, avec un cadrage étroit et une ligne de contour continue, qui incorpore les deux personnages avec un fort sentiment d'intimité familiale. Le style est fluide et lisse et annonce le grand chef-d'œuvre de la maturité tardive, Les Quatre Apôtres de l'Alte Pinakothek de Munich. 
Un repentir est visible dans la poire, initialement conçue plus grande. L'œuvre montre une composition opposée à celle de la Madone à l'Œillet de l'Alte Pinakothek à Munich, dans laquelle la mère tient la fleur et le fils, le fruit.